# A Million Voices
 (срп. Милион гласова) песма је руске поп певачице Полине Гагарине са којом је представљала Русију на Песми Евровизије 2015. године у Бечу. Аутори песме су Габријел Аларес и Јоаким Бјернберг из Шведске, Немица Катрина Норберген, те Руси Леонид Гуткин и Владимир Матецки.
Песма је премијерно објављена 11. марта 2015. године у дигиталном формату за преузимање у трајању од 3:05 минута, док је званични спот објављен четири дана касније, 15. марта. Непуна два месеца по објављивању спота на званичном Јутјуб каналу Песме Евровизије број прегледа прешао је 10 милиона, по чему је руска песма заузела друго место међу учесницима Песме Евровизије те године (одмах после италијанског поп-опера трија Ил воло)..
У снимању спота учествовало је укупно 25 људи, свих раса и узраста који су пренели поруку песме да је без обзира на разлике љубав та која спаја све људе.
У првом полуфиналу које је одржано 19. маја Полина Гагарина је заузела прво место са 182 бода и тако се квалифковала за финалну вече која је одржана 4 дана касније. У финалу Полина осваја друго место са 303 бода. Током гласања у финалу публика у дворани је гласно негодовала и звиждала на сваки поен који је додељен Русији, што се доводило у везу са спорним законом у Русији о забрани промовисања ЛГБТ културе. Водитељи су у неколико наврата тражили од публике да се понаша достојанствено и поштује гесло фестивала „Градимо мостове“.